# لیلستروم
لیلستروم (به نروژی: Lillestrøm) یک شهرک در نروژ است که در استان آکرشوس واقع شده‌است. لیلستروم ۱۰۹ متر بالاتر از سطح دریا واقع شده‌است.

## خواهرخوانده
شهر Combourg خواهرخواندهٔ لیلستروم هست.

## نگارخانه

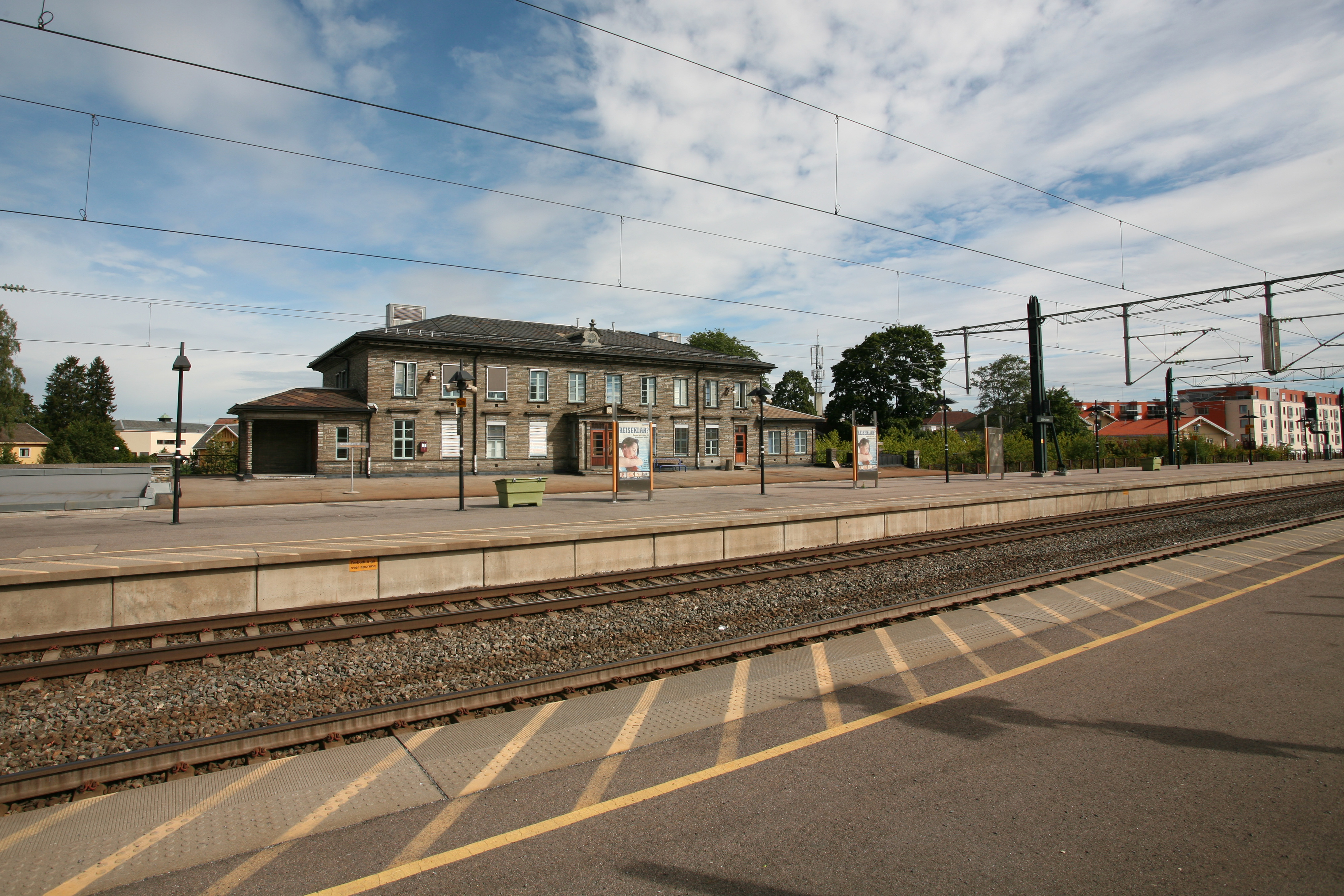
ایستگاه راه‌آهن لیلستروم
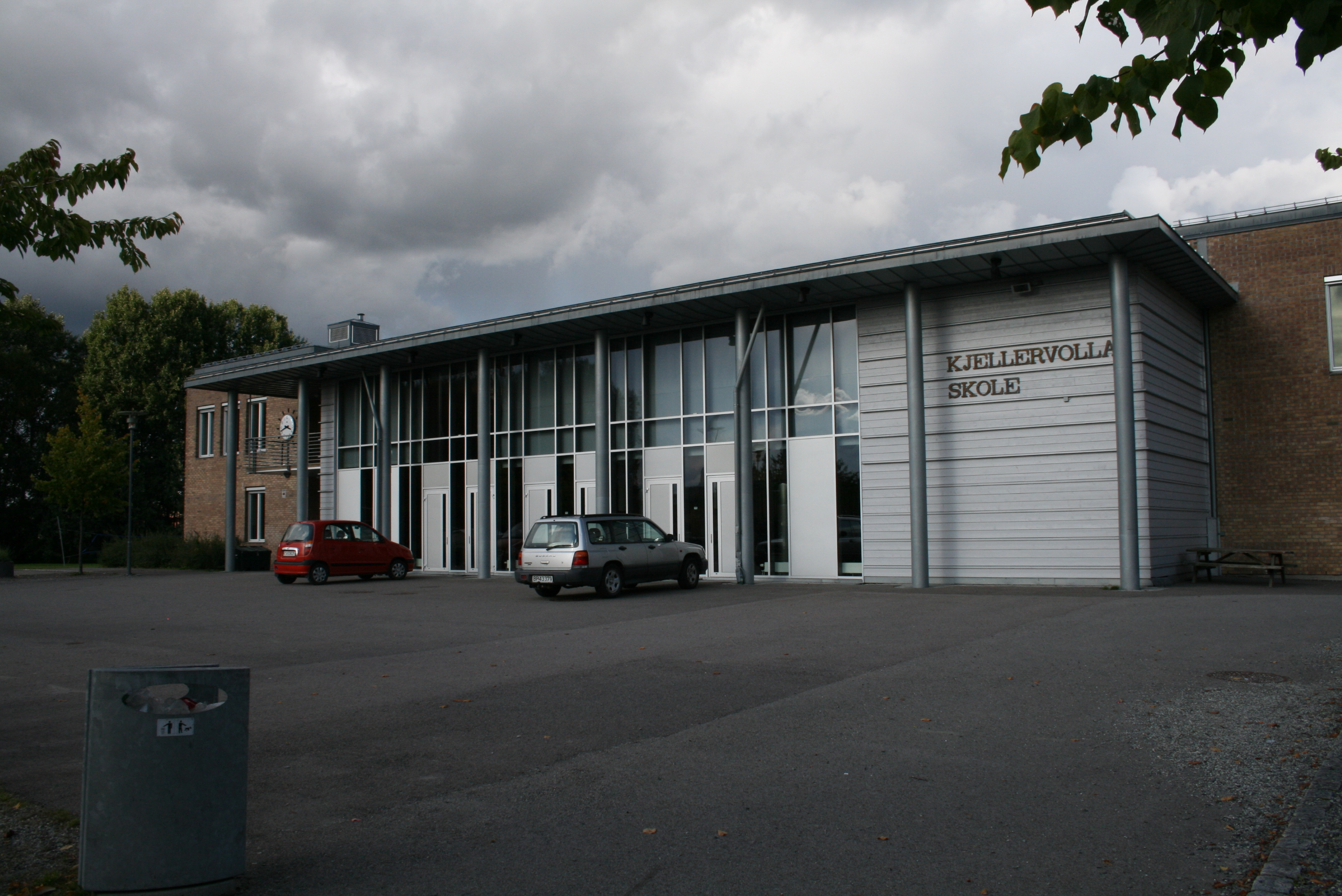